# Фонтана, Франческо (архитектор)
Франческо Фонтана (итал. Francesco Fontana, 1668, Рим — 3 июля 1708, Кастель-Гандольфо) — итальянский архитектор эпохи барокко. Член большой семьи итальянских каменщиков, строителей и архитекторов, происходивших из кантона Тичино итальянской Швейцарии и начинавших карьеру в Комо.
Франческо был сыном архитектора Карло Фонтана, его учеником и помощником. Одной из первых работ Франческо стала капелла Сан Джезуальдо в соборе Веллетри в Лацио (1694—1698), построенная по поручению кардинала Альдерано Чибо.
В 1695 году он стал префектом акведука Аква-Феличе (Acqua Felice) и годом позже опубликовал трактат об этом древнеримском акведуке, который повелел возобновить Папа Сикст V (фонтан «Аква Феличе» спроектировал и построил Доменико Фонтана в 1585—1588 годах).
С 1696 по 1699 год Франческо Фонтана работал на строительстве дворца кардинала Бандино — Палаццо Панчатики во Флоренции. С 1697 по 1701 год он строил трансепт церкви Сан-Сальваторе в Лауро по проекту Оттавиано Маскерино. Проект собора аббатства в Фульде (Германия), начатый отцом, так и не был реализован. В 1701—1705 годах Франческо осуществлял реконструкцию церкви Сан-Пьетро-ин-Винколи в Риме и построил фасад церкви Санта-Мария-делла-Неве-аль-Колоссео в Риме в «стиле Борромини». Его основная работа — капитальная перестройка римской церкви Санти-Апостоли (1702—1708). После преждевременной смерти Франческо в 1708 году строительство заканчивал его отец Карло Фонтана. Франческо также работал во дворце Бельведер в Ватикане (Cortile del Belvedere), восстановил модель купола собора Святого Петра, созданную Джулиано да Сангалло по проекту Микеланджело. Франческо Фонтана был близким другом архитектора Филиппо Юварры, который позднее спроектировал его гробницу. Его сын Мауро продолжил семейную традицию, которая умерла вместе с ним, потому что у него не было детей.
- Палаццо Панчатики. 1696—1699. Флоренция
- Палаццо Пико Альфьери. Л’Акуила, Абруцци
- Церковь Святой Марии Снежной. Рим
- Церковь Санта-Мария-дель-Суффраджио. 1701—1728. Равенна
- Интерьер церкви